# Ronny Bruckner
Pour les articles homonymes, voir Bruckner.
Compléments
Il est enterré au cimetière juif du mont des Oliviers
Ronny Bruckner, né le 31 mars 1957 à Bruxelles et mort le 4 août 2013 en Israël, aussi connu sous le nom de Yaron Bruckner, est un homme d'affaires belge.

## Carrière
Ronny Bruckner a commencé sa vie professionnelle à l’âge de 20 ans en tant que directeur de la société Zidav, spécialisée dans les échanges commerciaux avec la Roumanie, la Pologne et l’ex-Yougoslavie.
En 1981, il fonde le groupe maintenant connu sous le nom d'Eastbridge' et en devient le PDG. Eastbridge est une société privée ayant plus de 40 filiales actives en Europe et aux États-Unis et employant plus de 10 000 personnes. L’entreprise est spécialisée dans l'immobilier d'une part (le groupe a notamment procédé à l’acquisition d'une participation de 25 % dans Immobel SA, un développeur immobilier coté par Euronext en septembre 2010), et les loisirs, les médias, la mode et les entreprises de l'enseignement privé d'autre part,.
En mars 2011, Ronny Bruckner a été nommé en tant que membre non exécutif du Conseil d’administration de la société Ageas, pour une période de trois années, jusqu’à l’issue de l’Assemblée générale annuelle des Actionnaires de 2014. La candidature de Ronny Bruckner a été proposée par Cresida Investments, actionnaire représentant au moins 1 % du capital.
En 1994, avec Eastbridge, Ronny Bruckner a racheté la société EMPiK, une chaîne nationale de magasins spécialisés dans le multimédia comparable à la Fnac, qui comptait en mai 2009 134 magasins en Pologne et 23 magasins en Ukraine.

## Activités caritatives

### Poland for Europe
De 1996 à 2000, Ronny Brucker a fondé et présidé l’organisation à but non lucratif Poland for Europe afin de promouvoir l’adhésion de la Pologne au sein de l’Union européenne par le développement et une meilleure compréhension de la culture et de l’art polonais en Europe.
Poland for Europe comptait au sein de son Comité d'honneur des personnalités telles que :
- Aleksander Kwaśniewski en tant que Président d'honneur (Président de la Pologne de 1995 à 2005)
- Jacques Delors (ancien Président de la Commission de l’Union européenne)
- Felipe González (ancien Premier ministre d'Espagne)
- Wilfried Martens (ancien Premier ministre de Belgique)
- Mário Soares (ancien Premier ministre du Portugal)
- Hans-Dietrich Genscher (ancien ministre des Affaires étrangères en Allemagne)
- Stuart Eizenstat (ancien ambassadeur américain auprès de l'Union européenne)

Après l'adhésion de la Pologne au sein de l'Union européenne, l'association Poland for Europe a été dissoute en 2000.

### PlaNet Finance
Depuis sa fondation en 1998 par M. Jacques Attali, Ronny Bruckner participe en tant que Président du Conseil de surveillance à PlaNet Finance, une organisation internationale à but non lucratif dont la mission est d'atténuer la pauvreté par le développement de la microfinance.
PlaNet Finance compte parmi son Comité d’Honneur des personnalités telles que :
- Édouard Balladur  (ancien Premier ministre en France)
- Muhammad Yunus (fondateur du groupe Gramin ayant reçu le prix Nobel de la paix)
- Boutros Boutros-Ghali (ancien Secrétaire général des Nations unies)
- Jacques Delors (ancien Président de la Commission de l’Union européenne)
- Shimon Peres (Président de l'État d'Israël ayant reçu le prix Nobel de la paix en 1994)
- Michel Rocard (ancien Premier ministre en France)

## Arts
Ronny Bruckner fait partie du comité d’amis de Musica Mundi, une manifestation créée dans le but de développer le talent de jeunes musiciens âgés de 10 à 18 ans lors de stages, de leur permettre de rencontrer d’autres musiciens qui ont déjà acquis une certaine renommée et qui organise un festival de musique de chambre international.
Ronny Bruckner est également membre partenaire du Festival de Menton, qui organise cette année[Laquelle ?] sa 62e édition.